# Zoran Kupreškić
Zoran Kupreškić (Vitez, 23. rujna 1958.), hrvatski vojni zapovjednik za vrijeme rata u BiH.
Rodom je iz zaseoka Pirića, sela Ahmića u općini Vitez. Godine 1993. pristupio je u seosku stražu u kojoj je postavljen za zapovjednika obrane mjesta. Međunarodni sud u Haagu osudio ga je za ratne zločine 2. studenog 1995. u slučaju „Zoran Kurpeškić i ostali” zbog zločina u Ahmićima. Dragovoljno se predao 6. listopada 1997. te je ispraćen iz Splita u Den Haag. Prvostupanjskom presudom od 14. siječnja 2001. osuđen je na 10 godina zatvora. Konačno je uz ostale 23. listopada 2001. bio oslobođen krivnje.
U zatvoru je nevino proveo 1478 dana.

### Članci
- Perić, Ratko. 2003. Religiozne niti u Haaškoj priči. Vrhbosnensia. Univerzitet u Sarajevu – Katolički bogoslovni fakultet. Sarajevo. 7 (1): 175–183